# Strobilanthes remotus
Strobilanthes remotus är en akantusväxtart som beskrevs av T. Anders.. Strobilanthes remotus ingår i släktet Strobilanthes och familjen akantusväxter. Inga underarter finns listade i Catalogue of Life.